# 9. ваздухопловна команда
9. ваздухопловна команда била је здружена јединица Ратног ваздухопловства Југословенске народне армије. Настала је преформирањем 21. ваздухопловне мешовите дивизије у складу са новом организацијом Ратног ваздухопловства према плану Дрвар 27. јуна 1959. године. У њеном саставу су биле јединице на аеродромима Мостар, Земуник као и хидробази Дивуље.
Према плану реорганизације Ратног ваздухопловства Дрвар 2 је расформирана 2. маја 1964. године.

## Организација

### Потчињене јединице
Авијацијске јединице
- 83. ловачки авијацијски пук
- 172. ловачко-бомбардерски авијацијски пук
- 97. пук помоћне авијације
  - Ескадрила за везу 9. ваздухопловне команде (од 1961. 893. авијацијска ескадрила за везу)[2]
  - Ваздухопловна ескадрила лаке борбене авијације 9. ваздухопловне команде (до 1960)[3]
  - 16. извиђачка ескадрила противавионске авијације
  - 122. хидроавијацијска ескадрила за везу
  - 678. транспортна авијацијска ескадрила (од 1961)

Ваздухопловно-техничке јединице
- 84. ваздухопловна база
- 171. ваздухопловна база
- 423. ваздухопловна база

Јединице ВОЈИН
- 9. пук ВОЈИН

Јединице везе
- 229. батаљон везе

## Командант
- пуковник Радоје Љубичић